# 小田急30000型電聯車
小田急30000型電聯車（日语：／ Odakyū 30000-gata densha */?，Excellent Express (EXE)）是自1996年之後，小田急電鐵使用的特急型車輛浪漫特快。2017年起陸續更新為「EXEα」。

## 翻新

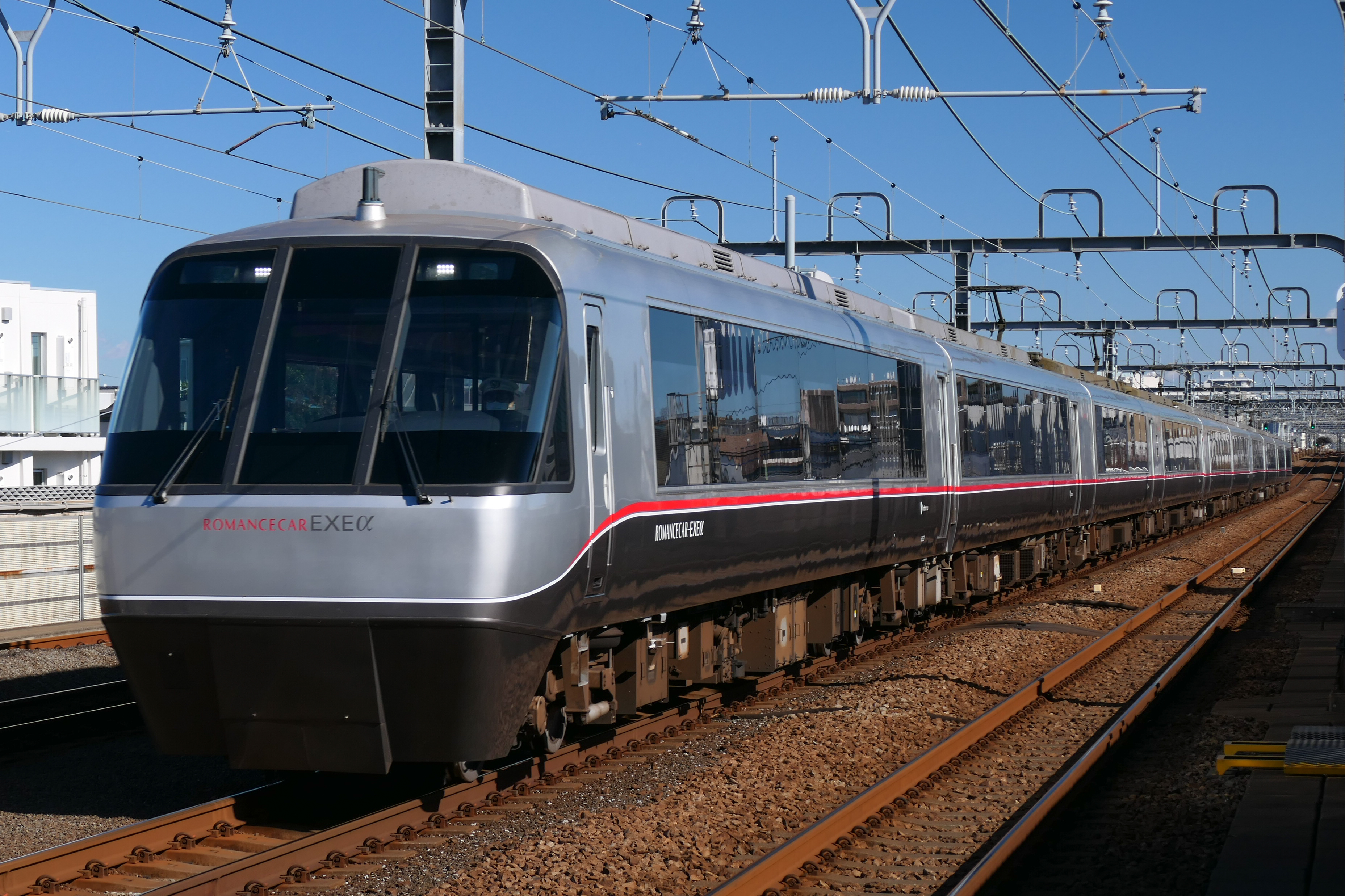
小田原線上的小田急30000型EXEα (2021年11月)

2017年起，車輛開始進行內外翻新，完工後列車改稱「EXEα」。首列完成翻新的列車於2017年3月1日投入服務。設計由岡部憲明建築事務所操刀。